# Interstate 72
I-72 eller Interstate 72 är en amerikansk väg, Interstate Highway, i Missouri och Illinois.